# مسیه ۷۵
مسیه ۷۵(به انگلیسی: Messier 75) یا ان‌جی‌سی ۶۸۶۴ یک خوشه ستاره‌ای کروی در صورت فلکی کمان است که فاصله آن از زمین ۶۷۵۰۰ سال نوری و قدر ظاهری آن ۹.۵ است.
مسیه ۷۵ برای اولین بار توسط پیر مچاین همکار شارل مسیه در سال ۱۷۸۰ کشف شد.